# Kloster Ilbenstadt

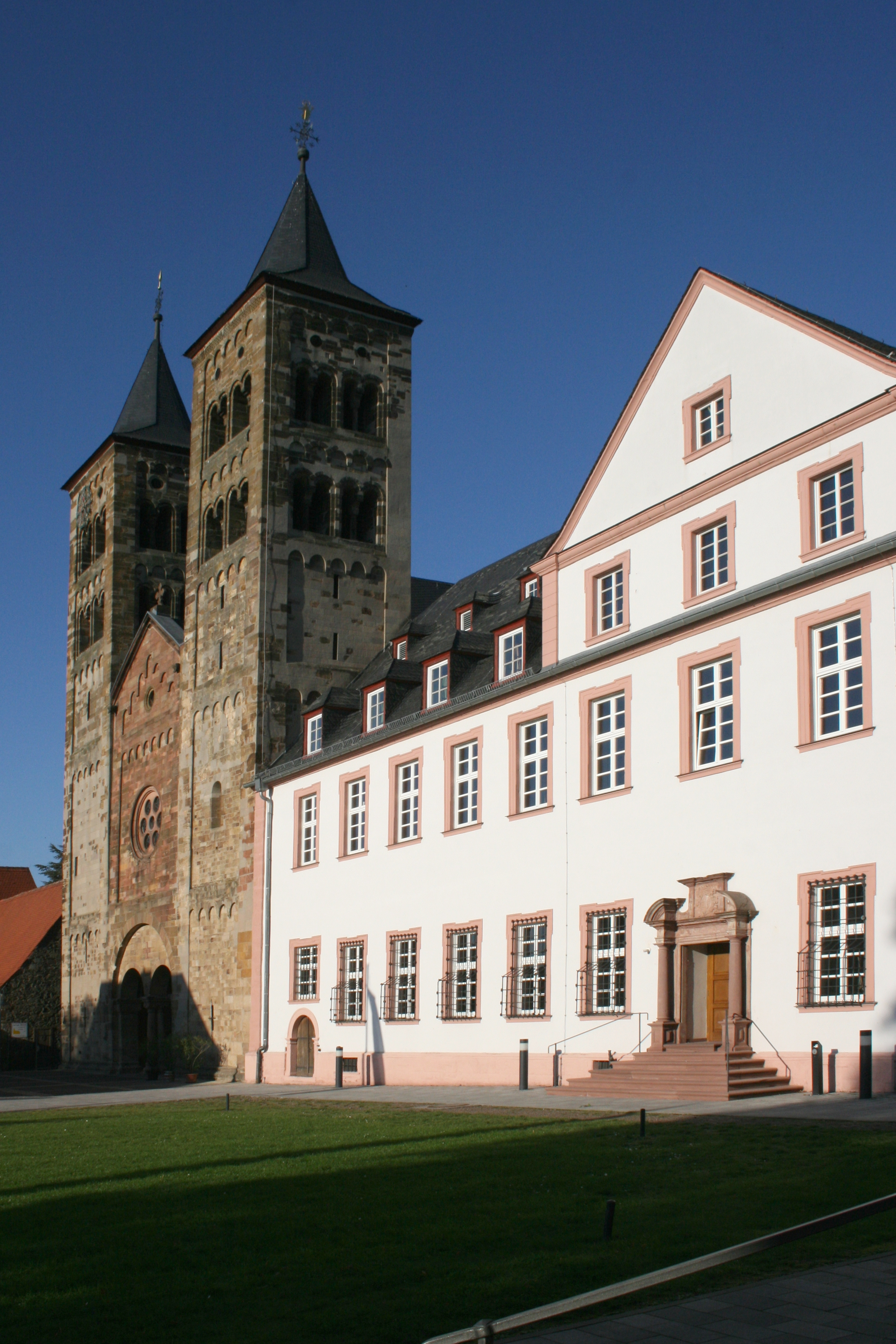
Ehem. Abteikirche Ilbenstadt und Konventsbau

Das Kloster Ilbenstadt ist ein ehemaliges Prämonstratenser-Chorherrenstift in Niddatal-Ilbenstadt, Wetteraukreis, Hessen, in der Diözese Mainz. Es bestand aus einem Männerkloster Ober-Ilbenstadt und einem Frauenkloster Nieder-Ilbenstadt.

## Geschichte
1122 schenkten Gottfried von Cappenberg und sein Bruder Otto von Cappenberg ihre Besitzungen nach einer Begegnung mit dem hl. Norbert von Xanten als Buße für die Zerstörung des St.-Paulus-Doms zu Münster dem Prämonstratenser-Orden und waren selbst zum Ordenseintritt bereit. Zu den Besitzungen der Cappenberger gehörte auch Ilbenstadt. Noch 1122 wurde mit dem Bau der Basilika und des Klosters begonnen. 1127 starb Gottfried in Ilbenstadt und wurde in der Pfarrkirche beigesetzt. 1149 wurden seine Gebeine in die Basilika übertragen.
Die ersten Chorherren kamen aus Prémontré. In harten Auseinandersetzungen konnte das Kloster mit Kurmainzer Hilfe seine Unabhängigkeit gegenüber der Burggrafschaft Friedberg wahren. So blieb es auch nach der Reformation als katholische Insel in der Wetterau erhalten und prägte jahrelang durch die praktische Seelsorgearbeit die ganze Wetterau.
1622, also im Dreißigjährigen Krieg, wurden Kloster und Kirche von Mansfelder Truppen geplündert und geschändet. Dann folgten die Schweden, die jahrelang im Kloster lagen. König Gustav Adolf schenkte es dem Obristen von Wartenberg. 1635 kamen die Kaiserlichen, doch die „Befreier“ hausten noch viel schlimmer. Sie folterten Propst Conradi, der an den Folgen starb. Der steile Aufstieg der Propstei aus den Verheerungen des Krieges wurde 1657 durch die Erhebung zur Abtei honoriert. Die Klosteranlage wurde in den folgenden Jahrzehnten durch einen Neubau im barocken Stil ersetzt.
Die Abtei wurde 1803 im Zuge der Säkularisation aufgelöst. Die Grafen von Altleiningen-Westerburg erhielten das Kloster und die Güter als Entschädigung für ihre linksrheinischen Besitzungen. 1819 wurden ein Teil des Ostflügels samt dem Nordkreuzgang und die alte Pfarrkirche abgerissen. Die Prälatur diente als Schloss. Im gleichen Jahr wurde hier Karl Graf Leiningen-Westerburg (Károly Leiningen-Westerburg), General der Ungarischen Revolution 1848/1849 und einer der Märtyrer von Arad geboren. An ihn erinnert eine 1999 an der Prälatur befestigte Tafel. 1921 verkauften die Grafen den gesamten Besitz an den Volksstaat Hessen, der daraus eine Staatsdomäne schuf. In die gepachteten Konventsgebäude zogen 1923 Benediktiner aus Kornelimünster. 1939 kam der Reichsarbeitsdienst. Nach Kriegsende pachtete die Diözese Mainz 1946 die Gebäude erneut und kaufte sie 1958 ganz.

## Mädchenheim St. Gottfried
In den 1950er-Jahren war das Kloster ein Erziehungsheim, das unter dem Namen Caritaswerk St. Gottfried von den Nonnen geführt wurde. 1963 wurde das Heim durch einen Brand völlig zerstört. 1968 wurde es nach Investition von vier Millionen D-Mark neu eröffnet. Etwa 100 Mädchen waren in sechs Gruppen untergebracht. Nach massiver Kritik im Rahmen der Heimkampagnen in den 1970er Jahren wurde das Heim unter weltlicher Leitung von Theo Wollweber zu einem Kinder- und Jugendheim umgestaltet und international bekannt für sein klientenzentriertes pädagogisch-therapeutisches Konzept. Das Haus wurde trotz breiter Proteste der Fachöffentlichkeit 1976 von der Kirchenführung geschlossen und 1979 ganz aufgelöst.
Nachfolgeeinrichtung war die Sozialpädagogische Jugendwohngruppe Reichelsheim e. V., in der ein Dutzend der Jugendlichen untergebracht und von ehemaligen Mitarbeitern betreut wurden. Der Rest der Jugendlichen wurde von der Behörde bundesweit verteilt. 1985 zog die Jugendwohngruppe nach Wölfersheim.

## Bildungshaus
Das Haus St. Gottfried wurde von 1980 bis 2020 als diözesanes Jugend- und Bildungshaus für Tagungen sowie als Familienbildungsstätte genutzt, und von 2005 bis 2008 für fünf Millionen Euro renoviert. Schwerpunkt waren Zusammenkünfte von Musikgruppen, Chören und Gesangsvereinen. Im Herbst 2020 wurde das Haus aus wirtschaftlichen Gründen vom Bistum Mainz geschlossen. Zum Januar 2023 wurde es von der Stadt Niddatal gekauft.

## Anlage

### Basilika

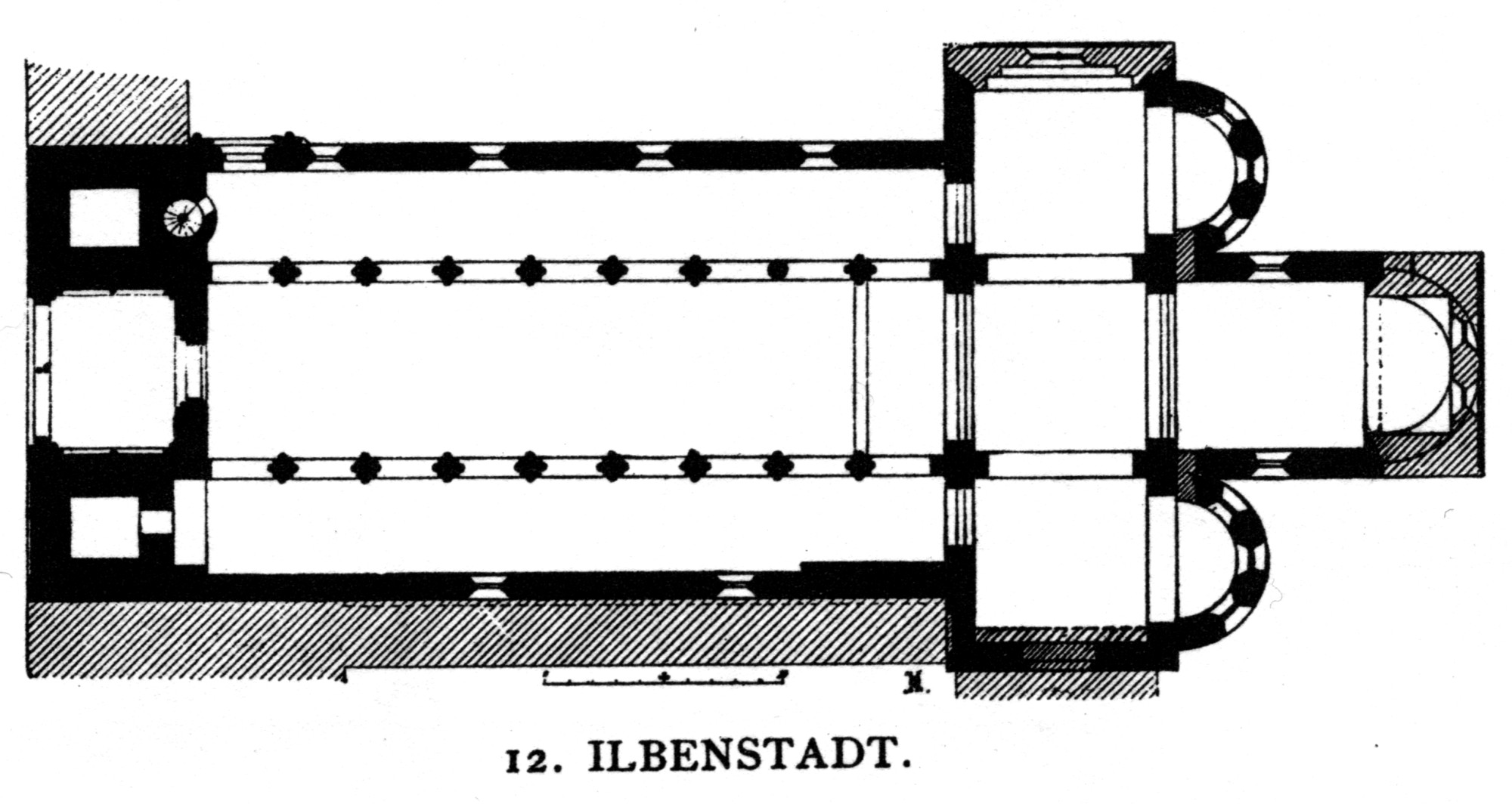
Grundriss der Basilika nach Dehio

Die 1159 geweihte ehemalige Abteikirche Maria, St. Petrus und Paulus wurde als flachgedeckte romanische Basilika errichtet. Zwischen 1487 und 1502 wurden die Holzdecken durch gotische Kreuzrippengewölbe ersetzt. 1681 bis 1699 schuf Johann Wolfgang Frölicher Skulpturen und Altäre sowie die Kanzel für die Klosterkirche. Im Zuge der Barockausstattung der Abteikirche ließ Abt Jakob Münch in den Jahren 1732 bis 1734 durch Franz Vossbach die Orgelempore und den Orgelprospekt aufrichten. Dazu erstellte Johann Onimus aus Mainz die bis heute existierende Orgel.
1803 wurde die Abteikirche im Zuge der Säkularisation zur Pfarrkirche. Das kostbare Inventar der vormaligen Klosterkirche wurde verschleudert. Am 23. Februar 1929 wurde die Kirche durch Papst Pius XI. mit dem Apostolischen Schreiben Monasterii Sancti Benedicti zur Basilica minor erhoben. Die 1960 bis 1970 gründlich renovierte Basilika ist auch heute noch eine imposante Kirche und trägt im Volksmund den Namen „Wetterauer Dom“.

### Onimus-Orgel

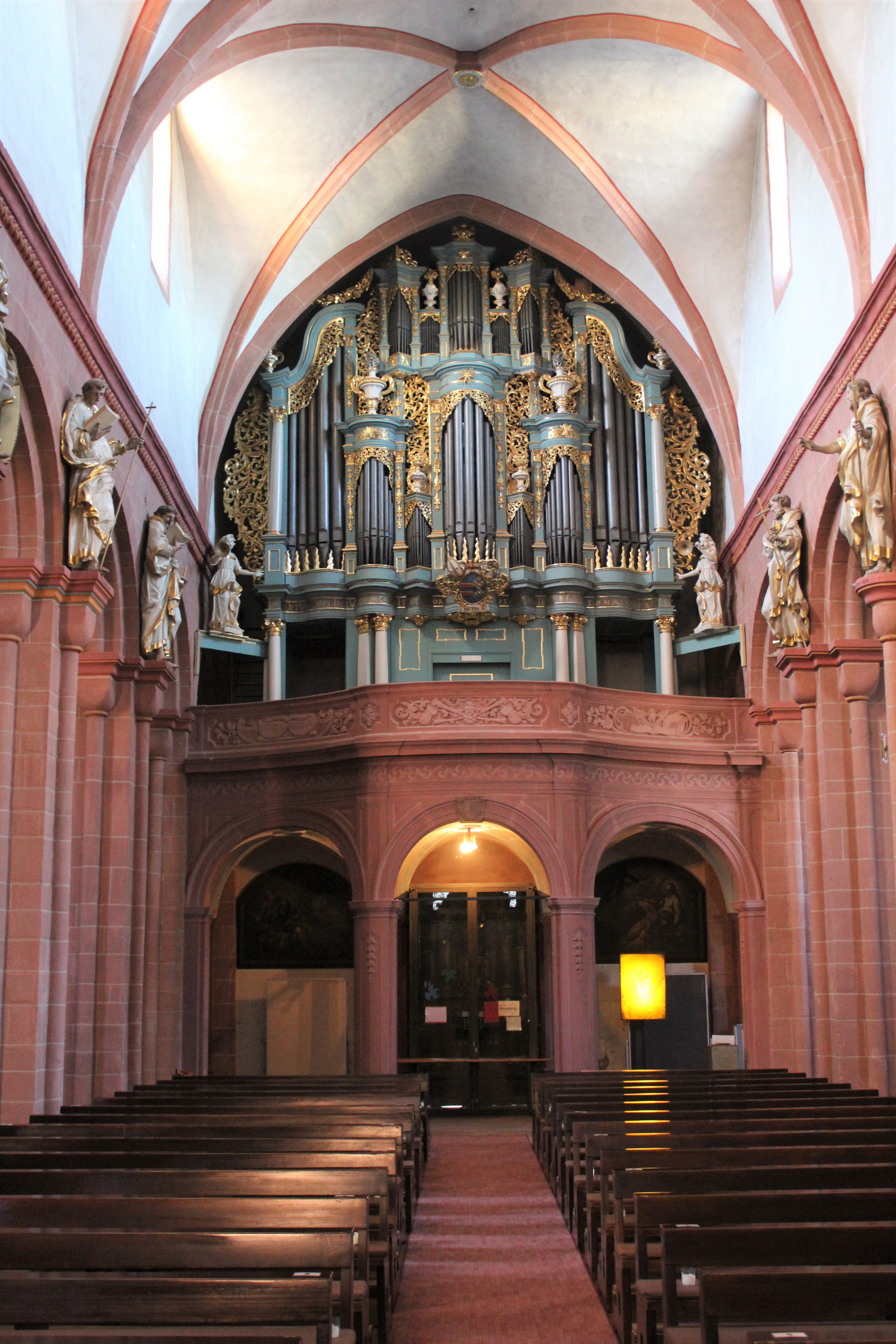
Mittelschiffsgewölbe und Orgel

Im Zuge der Barockausstattung gab Abt Jakob Münch den Bau einer Orgel in Auftrag. Orgelempore und Orgelprospekt wurden durch Franz Vossbach erbaut, das Orgelwerk wurde 1732–34 von dem Orgelbauer Johann Onimus (Mainz) errichtet.
Auf dem Orgelprospekt befindet sich eine lateinische Inschrift; sie lautet übersetzt: Der Herr sei gepriesen mit Saiten und Schalmeien und wohlklingenden Harfen.
Nach der Säkularisation geriet die Orgel in Vergessenheit; das Instrument entsprach immer weniger dem Zeitgeschmack und sollte sogar abgerissen werden. 1930 wurde die Orgel durch den Orgelbauer Julius Hembus (Kronberg) wieder spielbar gemacht. 1970 wurde eine grundlegenden „Renovation“ nach den damaligen Klangvorstellungen durchgeführt. Eine Restaurierung und Rekonstruktion auf den ursprünglichen barocken Zustand führte 2018–2020 die Licher Firma Förster & Nicolaus Orgelbau durch. Die Erweiterung im Pedal um eine Oktave wurde beibehalten. Das Instrument umfasst 30 Register auf zwei Manualwerken und Pedal.
| I Hauptwerk CD–c3 |                 |    |   |
| 01.               | Principal       | 8′ | h |
| 02.               | Coppel          | 8′ | h |
| 03.               | Gembshorn       | 8′ | h |
| 04.               | Italienishflöth | 8′ |   |
| 05.               | Viola di Gamba  | 8′ |   |
| 06.               | Sollicional     | 8′ | h |
| 07.               | Quinte          | 6′ | h |
| 08.               | Octav           | 4′ | h |
| 09.               | Flöth           | 4′ | h |
| 10.               | Superoctav      | 2′ | h |
| 11.               | Mixtur III      |    |   |
| 12.               | Cornett IV      |    |   |
| 13.               | Trompete        | 8′ |   |
| 14.               | Vox humana      | 8′ |   |

| II Oberwerk CD–c3 |                |     |   |
| 15.               | Rohrflöth      | 8′  | h |
| 16.               | Viola di Gamba | 8′  | h |
| 17.               | Bifhara        | 8′  | h |
| 18.               | Principal      | 4′  | h |
| 19.               | Gedäckt        | 4′0 | h |
| 20.               | Octav          | 2′  | h |
| 21.               | Sollicional    | 2′  |   |
| 22.               | Mixtur III     |     |   |
| 23.               | Crummhorn      | 8′  |   |

| Pedalwerk CD–d1 |                  |     |   |
| 24.             | Principal        | 16′ | h |
| 25.             | Sub Baß          | 16′ |   |
| 26.             | Octav Baß        | 08′ |   |
| 27.             | Superoctav Baß 0 | 02′ |   |
| 28.             | Sesquialtera II  |     |   |
| 29.             | Mixtur VI        |     |   |
| 30.             | Posaun           | 16′ | h |

- Koppeln: II/I, I/P
- Nebenregister: Tremulant
- Effektregister: Zimbelstern
- Anmerkung:

h = Pfeifen ganz oder teilweise von Johann Onymus (1735)

### Konventsgebäude und Prälatenbau
Die Konventsgebäude auf der Südseite der Klosterkirche umschlossen ursprünglich den Kreuzgang vollständig. Nach dem Abriss von 1819 bilden die erhaltenen Gebäude einen L-förmigen Hof. Es handelt sich um Barockbauten in zurückhaltendem Stil aus der Zeit zwischen 1709 und 1716, in der Mittelachse befindet sich jeweils ein Portal mit gesprengtem Segmentgiebel.

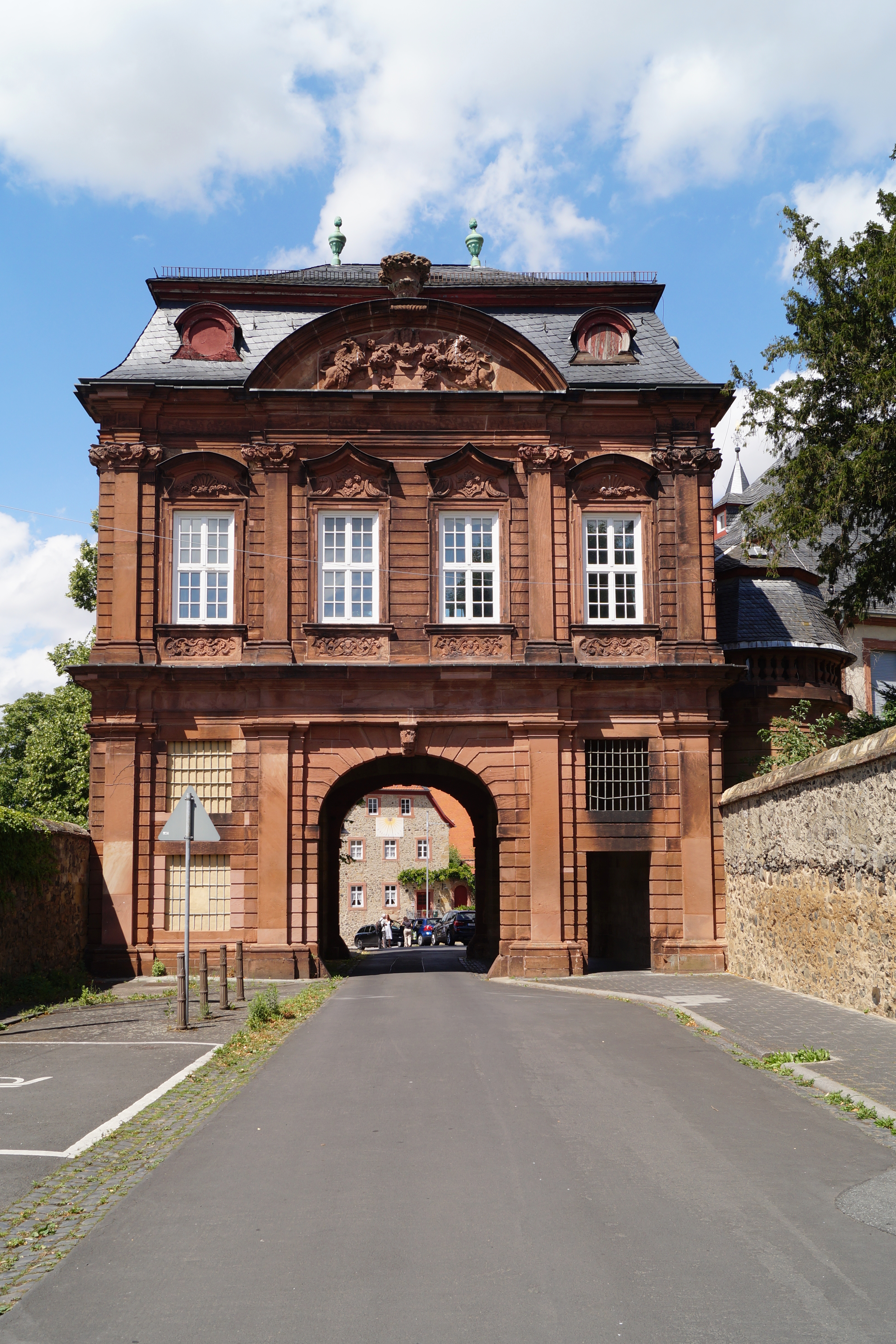
Oberes Tor, sogenannter „Gottfriedsbogen“.

### Oberes Tor, sogenannter „Gottfriedsbogen“
Das südliche Tor meist Oberes Tor oder Gottfriedsbogen genannt, ist ein zweigeschossiger Bau mit Mansarddach und seitlichem Treppenhaus aus dem Jahr 1721. Es entstand in der Blütezeit des Klosters unter Abt Andreas Brand. Im Obergeschoss befindet sich ein Festsaal mit Stuckdecke. Außen besitzt das Tor einen reichen Bauschmuck.

## Liste der Pröpste von Ilbenstadt
- Propst Philipp von Karben (amtierte 1502–1521)
- Propst Johannes Gewenner aus Berstadt (amtierte 1521–1536)
- Propst Servatius Fyhe (oder Freyhe) aus Södel (amtierte 1536–1538)
- Propst Matthias Wolnstatt (amtierte 1538–1540)
- Propst Heilmann Winnecker (amtierte 1540–1555, resignierte)
- Propst Sebastian Weisbrod oder Weißbrodt (amtierte 1555–1571, gest. 1571)
- Propst Johann Bickel (amtierte 1571 – 18. Juli 1589, resignierte, gest. 7. Januar 1597)
- Propst Theodor Werner (amtierte 1590–1605, gest. 1605)
- Propst Wendelin Falter (amtierte 1605–1611, gest. 1611)
- Propst Georg Conradi aus Heldenbergen (amtierte 1611–1635, 1635 von plündernden Soldaten zu Tode gefoltert)
- Propst Georg Laurentii (amtierte 1636–1657, danach Abt)

## Liste der Äbte von Ilbenstadt
- Abt Georg Laurentii (zuvor Propst, amtierte 1657–1662, gest. 1662)
- Abt Christoph Born (amtierte 1663–1667)
- Abt Leonhard Pfreundschick (amtierte 1667–1681, gest. 1681)
- Abt Hermann Heysing (1681–1681, gewählt, aber nicht bestätigt)
- Abt Andreas Brand (amtierte 1681–1725)
- Abt Jakob Münch aus Rauenthal (amtierte 1725–1750, gest. 1750)
- Abt Sebastian Englert aus Miltenberg (amtierte 1750–1789)
- Abt Kaspar Lauer (amtierte 1789–1803)